# Dewdney Trail

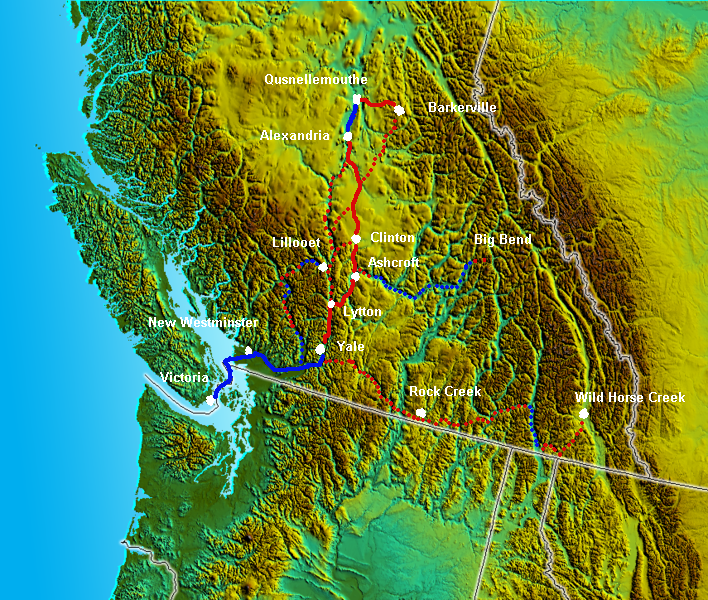
PIstas, caminos y vías navegables en la época colonial de la Columbia Británica. la ruta Dewdney es la línea de puntos roja del sur de la provincia.

La ruta Dewdney (del inglés: Dewdney Trail), o pista, sendero o camino, fue una ruta histórica de 720 km de longitud que sirvió como una importante vía de transporte a mediados del siglo XIX en el sur de lo que hoy es la provincia canadiense de la Columbia Británica. La pista fue un factor crítico en el desarrollo y fortalecimiento de la recién establecida colonia británica uniendo los campamentos mineros y los pequeños pueblos que fueron surgiendo a lo largo de la ruta durante la época de la fiebre del oro antes de que la colonia se uniese a la Confederación Canadiense en 1871. La urgencia e importancia de la ruta fue motivada porque muchos de los nuevos descubrimientos de oro se estaban produciendo cerca de la frontera estadounidense, siendo accesibles más fácilmente desde el entonces territorio de Washington que a través de cualquier vía posible de las partes apenas pobladas de la región de Lower Mainland y Cariboo.
La pista permitió que los comerciantes costeros pudieran beneficiarse del floreciente comercio asociado a la minería de oro en esa zona y también aseguró una línea de comunicación para prevenir una toma de posesión estadounidense de parte de la entonces colonia. Aunque se utilizó solamente unos pocos años, algunas partes se mantienen hasta nuestros días y se utilizan para practicar el senderismo recreativo. La Ruta Provincial 3 (Crowsnest Highway) sigue en gran parte la misma recorrido de la ruta Dewdney,  en gran parte debido a que el terreno no permite ningún otro tránsito por pasos de montaña de baja altitud por esas regiones.
La ruta atraviesa varios parques provinciales, el de Skagit Valley, el de E.C. Manning Cascades y el de Glastone.

## Características
El camino fue construido en el sur de la Columbia Británica y enlazaba lo que entonces era Fort Hope (ahora sólo Hope), en el suroeste, con lo que se convirtió en Fort Steele, en el sureste. Cubriendo una distancia de 720 kilómetros, su propósito era asegurar el control británico de las partes de la colonia que flanqueaban la frontera con los EE. UU., y que incluía las zonas de la nueva fiebre del oro en el arroyo Wild Horse y en otros puntos como Rock Creek. 
La ruta discurría más o menos en paralelo con la frontera entre Canadá y Estados Unidos a lo largo del Paralelo 49ºN, y en ocasiones llegaba a altitudes de más de 1200 m. Pasaba, y pasa, a través de un paisaje variado, que incluye cuatro cordilleras principales (Cascades, Monashee, Selkirk y Purcell), algunos de los principales valles (ríos Skagit, Similkameen, Okanagan, Kettle, Columbia, Goat, Moyie y Kootenay) y lugares de asentamientos históricos como Hope, Princeton,  Grand Forks, Trail, Creston, Yahk, Moyie y Cranbrook.

## Construcción e historia
La supervisión de la construcción de la pista fue encomendada a Edgar Dewdney (1835–1916), un ingeniero inglés nacido en Devonshire que luego será un importante político y llegará a ser en 1892 Teniente Gobernador de la Columbia Británica. Cuando se descubrió oro en el río Similkameen y en la zona de Rock Creek, el gobernador de la recién creada colonia británica de la Columbia Británica, James Douglas, preocupado por proteger los intereses británicos, determinó que se debía de construir una pista por el Interior. Después de que un grupo de ingenieros reales reconociesen el terreno y estableciesen en 1860 una ruta desde Fort Hope hasta Vermilion Forks (ahora Princeton). Edgar Dewdney y Walter Moberly se adjudicaron el contrato para construir el camino. Esa primera sección se completó en 1861 y cubrió unos 120 km.
Las especificaciones para la pista era que tuviera 1.3 m (4 pies) de ancho, que estuviera libre de árboles y rocas y que cualquier sección inundada o embarrada fuera transitable. La parte central de 0,5 m (1,5 pies) debía de ser lisa y dura, y en las zonas de acantilados, deslizamientos u otras zonas peligrosas, tenía que haber espacio suficiente para que animales y personas se cruzasen. Los puentes sobre los numerosos arroyos y ríos tenían que tener 4 m (12 pies) de ancho. Por la apertura de la pista a los constructores se les pagaría 496 $ por milla.
En el otoño de 1863, de nuevo se descubrió oro en la zona, esta vez en el arroyo Wild Horse, en la región oriental de Kootenays. El nuevo gobernador de la Columbia Británica, Frederick Seymour, pensó que la pista existente debería de extenderse hasta allí con el fin de que el oro no fuera transportado al sur a través de una ruta más corta por los EE. UU., en lugar de engrosar las arcas británicas. Así que en 1865 Dewdney, que entonces tenía 28 años, volvió a ser adjudicario del contrato, y completó en siete meses la segunda sección, mucho más larga (480 km), con un costo de 75 000 $. La segunda parte de la pista pasaba a través de zonas entonces vírgenes, y requirió que los constructores lograsen franquear tres importantes cordilleras.
La ruta era examinada primero por un equipo de antiguos ingenieros reales, asistidos por indios nativos que fueron contratados para acarrear los suministros y útiles a través de las montañas entre Hope y Princeton, cubriendo unos 11 km/día. Sin embargo, en Allison’s Ranch, cerca de Princeton, los indígenas se negaron a viajar por el río Similkameen, por lo que fueron licenciados y Dewdney compró una docena de caballos en el rancho.
El 13 de mayo de 1865, el grupo había llegado a So-o-yoyos (el actual Osoyoos), a orillas del homónimo lago Osoyoos (en el curso del río Okanagan). Ascendieron la montaña Anarchist y luego descendieron hacia el valle del río Kettle y el asentamiento de Rock Creek. Rock Creek había sido fundada en 1860 durante la fiebre del oro y había atraído en su día a alrededor de 5000 personas, pero cuando Dewdney y su equipo pasaron por ella estaba casi desierta. (Aunque la minería aluvial continuó en Rock Creek hasta la década de 1930, con cerca 200 000 $ de oro extraídos, se cree que la veta madre nunca fue encontrada.) El grupo liberó a sus ya exhaustos caballos en el valle del río Kettle, cerca de Rock Creek, y con la ayuda de algunas personas sinixt, avanzaron hacia el este hasta el lago Christina. Justo antes de las montañas al oeste, la actual cordillera Rossland, el grupo se dividió en dos con el fin de determinar la mejor manera de atravesarla. Dewdney envió el antiguo ingeniero real George Turner y la mayoría de la brigada a lo largo de lo que hoy es el paso de Santa Rosa a través de la cordillera Rossland para llegar hasta Fort Pastor, construido por la Compañía de la Bahía de Hudson en 1858 en el río Columbia frente a la desembocadura del río Pend Oreille.
Dewdney se dirigió al norte del lago Christina con cinco hombres, caminando sobre las montañas Rossland más al norte hasta emerger en el Lower Arrow Lake donde adquirieron una canoa y remaron aguas abajo para reunirse con la partida principal en Shepherd el 27 de mayo de 1865. Mientras la brigada descansaba, Dewdney y un par de voluntarios remaron río arriba por el Columbia y el curso inferior del río Kootenay, hicieron catorce porteos para llegar al Brazo Oeste del lago Kootenay. Después de explorar otras opciones posibles, Dewdney concluyó que el lago Kootenay era una barrera demasiado grande para que fuese viable la ruta, por lo que regresó a Fort Shepherd.
Finalmente se encontró un camino a través de las montañas, que enlazaba estrechos valles excavados por arroyos. Dewdney salió de las montañas cerca del lugar donde finalmente se estableció la pequeña localidad de Rossland. Luego, siguió aguas abajo por lo que se conocerá como arroyo Trail, que desemboca enseguida en el río Columbia. La pequeña ciudad de Trail está hoy en la confluencia.
Parte de la brigada a continuación se puso a trabajar en el camino de vuelta hacia el oeste por el arroyo Trail , desbastando la pista sobre el paso Santa Rosa y de nuevo al arroyo Rock. Mientras tanto, Dewdney, el antiguo ingeniero real Robert Howell y una pequeña brigada cruzaron el Columbia y remontaron el Pend d'Oreille hasta el río Salmon (ahora Salmo) y luego remontaron por el valle del arroyo Lost y cruzaron la cordillera Nelson a través del paso Kootenay. (Los viajeros de la actual Highway 3 todavía cruzan por esta vía, también conocida como el paso Salmo-Creston.) Luego se dirigieron valle abajo por el arroyo Summit en lo que ahora se llama el valle de Creston en Kootenays oriental.
Luego cruzaron el territorio pantanoso de la fosa Purcell hasta la cabeza del lago Kootenay, antes de cruzar las montañas Purcell vía el arroyo Duck. Viajando por la vertiente este por el río Goat, finalmente se cruzaron con la ruta Walla Walla en Yahk, en el valle del río Moyie. La brigada debió de exaltarse al llegar al Walla Walla Trail, ya que era la ruta principal a los EE. UU. A partir de ahí fue un paseo relativamente corto a lo largo del Walla Walla hasta llegar al Ferry de Galbraiths, cerca de Fisherville, a principios de junio.
Dewdney contrató a William Fernie y 65 hombres para iniciar la construcción de la pista de regreso hacia el oeste. (La ciudad del este de Kootenay de Fernie se llama así por él.) Dewdney había recibido 25 000 $ en efectivo y polvo de oro para pagar a la brigada, y tuvo un momento desagradable después de que hubíese escondido el dinero en un tocón de árbol mientras guíaba al Jefe de Justicia Matthew Baillie Begbie desde el arroyo Summit por un área particularmente pantanosa cuando Begbie viajaba a Fisherville (un pueblo minero que había crecido cerca de la fiebre del oro), donde iba a presidir un tribunal. Cuando Dewdney volvió por la cartera, inicialmente pensó que había sido tomada -había desaparecido y el tronco en el que la había escondido estaba arrancado. Pero resultó que el peso de la bolsa había roto el muñón, y Dewdney la encontró cuando golpeó con el hacha frenéticamente el muñón.
En septiembre, las recuas de carga viajaban por la ruta hasta Wild Horse. Hacía 1866, la mejor parte del oro había desaparecido ya en la fiebre de Wild Horse, y los mineros desmantelaron Fisherville para seguir buscando oro aguas abajo. En su apogeo, la ciudad contaba con oficinas gubernamentales, salones, tiendas y una fábrica de cerveza, y albergaba a 5000 personas o más.